# Amador (voetbalclub)
Amador is een voetbalclub in Sao Tomé en Principe uit Agostinho Neto in het district Lobata. De club speelt in de eilandcompetitie van Sao Tomé, waarvan de kampioen deelneemt aan het voetbalkampioenschap van Sao Tomé en Principe, de eindronde om de landstitel.
Amador speelt al jarenlang op het tweede niveau van de Santomese eilandscompetitie en nam het daarin toen het tweede niveau nog regionaal was opgesplitst vooral op tegen andere clubs uit het noorden van het eiland. De club won ook nog nooit een grote hoofdprijs. In 2001 werd Amador derde in deze competitie en in 2002/03 achtste. Ook de daaropvolgende jaren lukte het niet promotie naar het eerste niveau af te dwingen.
De club heeft ook een vrouwenteam, dat uitkomt in het vrouwenvoetbalkampioenschap van Sao Tomé en Principe.
Eerste niveau: FC Aliança Nacional · Bairros Unidos FC · UD Correia · Folha Fede · Juba Diogo Simão · FC Neves · Praia Cruz · UDRA · Vitória FC · Santana FC
Tweede niveau: Agrosport · Amador · Guadalupe · Inter Bom-Bom · Desportivo Marítimo · Kê Morabeza · Oque d'El Rei · Porto Alegre · Ribeira Peixe · Trindade FC
Derde niveau: Andorinha Sport Club · Boavista · Desportivo Conde · Cruz Vermelha · Diogo Vaz · Otótó · Santa Margarida · Sporting São Tomé · UDESCAI · Varzim FC
Voormalige clubs: 6 de Setembro · Bela Vista · Os Dinâmicos ·  Palmar